# Hugh L. Dryden
Pour les articles homonymes, voir Dryden.
Dr Hugh Latimer Dryden (2 juillet 1898 -2 décembre 1965) est un scientifique et fonctionnaire dans l'aéronautique. Il a servi comme administrateur adjoint de la NASA du 19 août 1958 jusqu'à sa mort.

## Biographie
Il est né à Pocomoke City, Maryland, le fils de Samuel Isaac Dryden et de Nova Hill Culver. Au cours de la panique financière de 1907, son père a perdu son emploi et la famille déménage à Baltimore, Maryland.
En tant qu'étudiant, il excelle en mathématiques. Il est diplômé du Baltimore City College, une école secondaire, à l'âge de 14 ans, et était le plus jeune étudiant jamais diplômé de cette école. Il a reçu le Peabody Award pour l'excellence en mathématiques. Avec une bourse, il a été admis à l'université Johns-Hopkins et est diplômé avec mention, après seulement trois ans. Il a obtenu un M.S. en physique en 1916. Sa thèse était intitulée Airplanes : An Introduction to the Physical Principles Embodied in their Use (« Les avions : une introduction aux principes physiques impliqués dans leur emploi »).
En 1918, il rejoint le National Bureau of Standards, pour de devenir inspecteur. Avec l'aide et l'influence de M. Joseph S. Ames, il a obtenu un transfert au département soufflerie de la division, et a commencé à prendre des cours en dynamique des fluides pour terminer son doctorat en 1919, à l'âge de 20 ans, il a reçu son diplôme en physique et en mathématiques de l'université Johns-Hopkins, la plus jeune personne à avoir jamais reçu un doctorat de cette institution. Sa thèse portait sur les Forces aériennes sur les cylindres circulaires.
En 1920, il devint le directeur de la division Aérodynamique du National Bureau of Standards, une division nouvellement créée. En collaboration avec le Dr J. Lyman Briggs, il a effectué des études sur le comportement des ailes près de la vitesse du son. Il a également effectué des recherches en aérodynamique d'avant-garde sur les problèmes de circulation de l'air, turbulences, et en particulier la limite du phénomène. Son travail a contribué à la conception des ailes des P-51 Mustang, ainsi que d'autres avions conçus au cours de la Seconde Guerre mondiale.
En 1934, il est devenu chef de la division Mécanique et son du bureau. En 1939, il est devenu membre du National Advisory Committee for Aeronautics (NACA).
Avec le début de la Seconde Guerre mondiale, Dryden a servi à titre consultatif à l'armée de l'air. Il a dirigé le développement du Bat (en), un programme sur les bombes guidées par radar, qui a été employé avec succès en combat en avril 1945, pour couler un destroyer japonais.
Après guerre, le Dr Dryden est devenu le directeur de la recherche aéronautique pour le NACA en 1946. Si, au NACA, il a supervisé le développement du X-15 de la North American, un avion-fusée utilisé pour la recherche et des essais. Il a également mis en place le programme sur les avions VSTOL, et a étudié les problèmes de la rentrée atmosphérique.
Il a occupé le poste de directeur de la Commission nationale consultative pour l'aéronautique (NACA), le prédécesseur de la NASA, de 1947 à octobre 1958. En outre, il a siégé à de nombreux comités consultatifs du gouvernement, y compris le Scientific Advisory Committee to the President (comité scientifique consultatif pour le Président). De 1941 jusqu'à 1956, il a été rédacteur en chef du Journal of the Institute of the Aeronautical Sciences. Une fois le NACA devenue la NASA, il est devenu le directeur adjoint de cet organisme, jusqu'à sa mort.
Il est décédé d'un cancer le 2 décembre 1965. Michael Gorn l'a décrit comme un homme calme, réservé qui a été modeste et diligent. Il a été patient, un bon pédagogue, et efficace pour collaborer avec les autres. Il était aussi un fervent méthodiste, et, par conséquent, a eu une aversion pour l'auto-promotion. Il a toujours observé la laïcité. Il s'est marié à Marie Libbie Travers, et le couple a eu trois enfants.
Dr Dryden est également un membre fondateur de l'Académie nationale d'ingénierie des États-Unis.
George Bartenieff incarne le Dr Dryden en 1998 dans la minisérie TV De la Terre à la Lune.

## Récompenses et honneurs
- Presidential Certificate of Merit
- Médaille Daniel Guggenheim, 1950
- Wright brothers memorial trophy, 1956
- Baltimore City College Hall of Fame, 1958
- Career Service Award from the National Civil Service League, 1958
- National Medal of Science domaine ingénierie, 1965
- Docteur honoris causa de 16 universités
- Membre de l'Association américaine pour l'avancement de la science
- Membre de la Académie nationale des sciences des États-Unis
- Membre fondateur de l'Académie nationale d'ingénierie des États-Unis
- Le centre de recherche sur les vols de la NASA a été rebaptisé NASA Hugh L. Dryden Flight Research Center le 26 mars 1976
- le cratère Dryden sur la Lune porte son nom

## Source
- (en) Cet article est partiellement ou en totalité issu de l’article de Wikipédia en anglais intitulé « Hugh Latimer Dryden » (voir la liste des auteurs).